# Denkmal Friedrichs des Großen (Breslau)

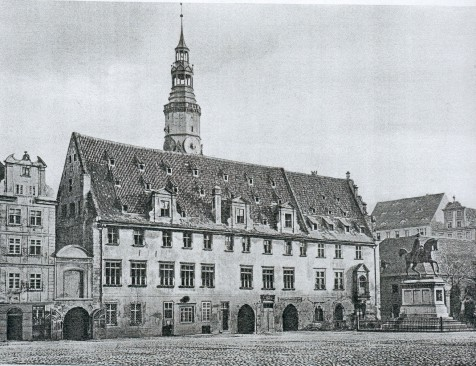
Ring mit Reiterdenkmal, vor 1859

Das Denkmal Friedrichs des Großen (polnisch Pomnik Fryderyka II we Wrocławiu) war ein Reiterstandbild des preußischen Königs Friedrich II. in Breslau von 1842 bis 1944.

## Lage

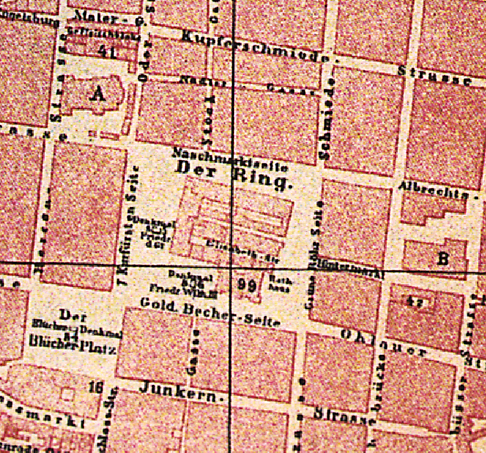
Stadtplan von Breslau, 1873, Denkmal Friedrichs des Großen

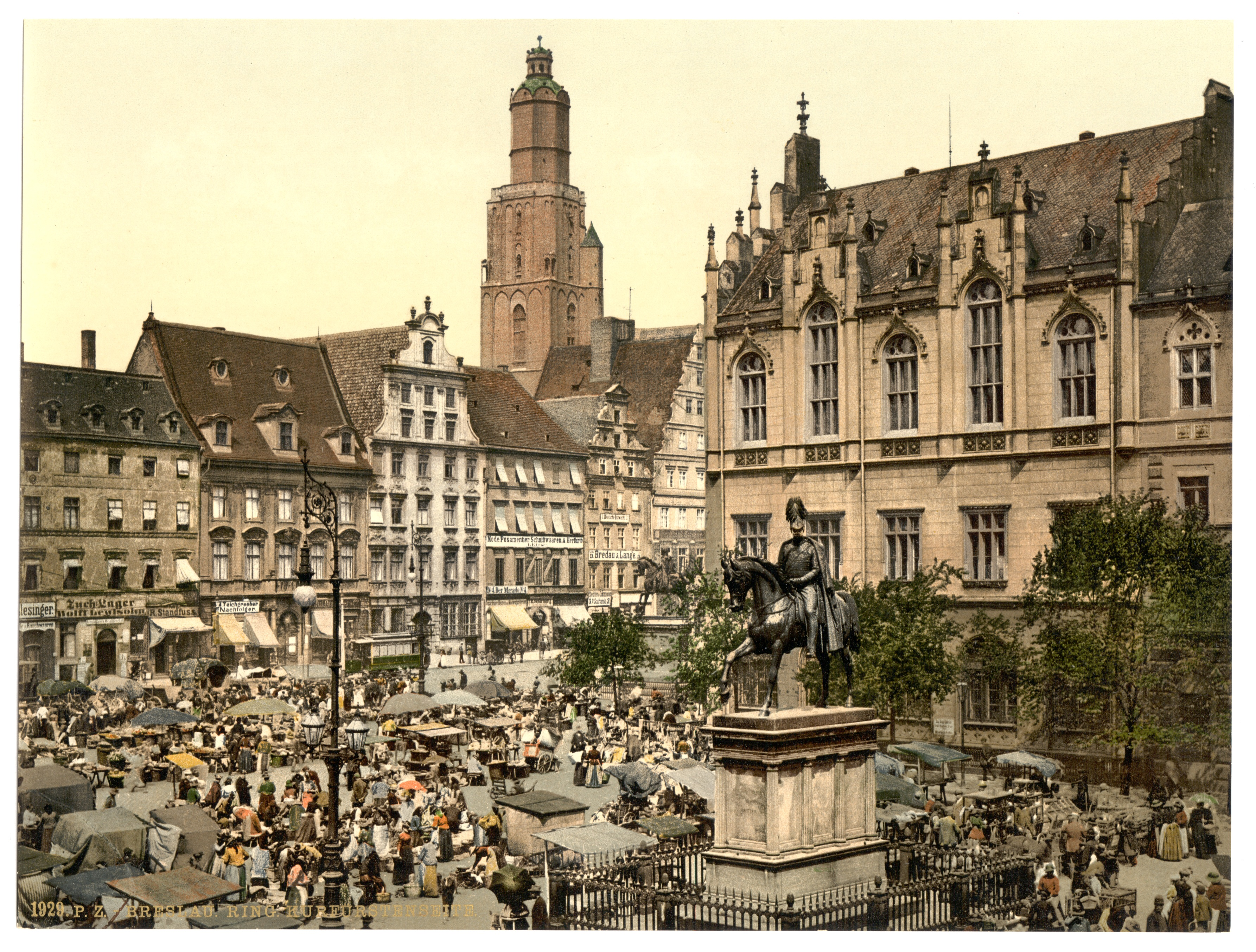
Südlicher Ring, mit Reiterstandbildern von Friedrich Wilhelm III. und Friedrich II., um 1900

Das Denkmal Friedrichs des Großen stand auf der westlichen Seite des Großen Rings (Rynek) vor dem Neuen Rathaus. In der Nähe stand seit 1861 ein weiteres Reiterstandbild für König Friedrich Wilhelm III. Diese Stelle ist jetzt eine unbebaute Fläche auf dem Ring.

## Geschichte
1839 wurde beschlossen, ein Denkmal für Friedrich den Großen in Breslau errichten zu lassen. Als Standort wurde der Platz vor dem Balkon bestimmt, von dem am 27. Juni 1742 der Anschluss Schlesiens an das Königreich Preußen nach dem Ersten Schlesischen Krieg verkündet worden war.
Aus mehreren Bewerbern wurde  der schlesische Bildhauer August Kiß ausgewählt und mit einem Entwurf beauftragt. Dieser war ein Schüler des Bildhauers Christian Daniel Rauch, der gerade damals ein Reiterstandbild für Berlin entworfen hatte, das Kiss offensichtlich als Vorbild nahm. 1844 lieferte Kiß ein Gipsmodell nach Breslau, aus dem der Bildgießer Klagemann in den nächsten Jahren die Bronzeplastik anfertigte. Die Alte Stadtwaage, die an dieser Stelle stand, wurde für die Errichtung des Denkmals abgetragen.
Am 27. Juni 1847, 105 Jahre nach der Verkündung des Anschlusses Schlesiens an Preußen, wurde das Denkmal im Beisein des Königs Friedrich Wilhelm IV. eingeweiht. 1861 wurde in der Nähe ein weiteres Reiterstandbild nach Entwürfen von August Kiß errichtet, diesmal für den König Friedrich Wilhelm III.
Wegen der nahenden Kriegsfront wurde das Denkmal Friedrichs des Großen 1944 abgebaut und in einem Waldstück bei Oswitz (seit 1945 Osobowice) vergraben. 1947 gruben es drei polnische Arbeiter wieder aus und verkauften es an die örtliche Glockengießerei. Dort wurde es eingeschmolzen. Zwei der Beteiligten wurden später bei einem Gerichtsverfahren zu jeweils zwei Jahren Haft verurteilt.

## Beschreibung
Die Reiterskulptur aus Bronze hatte Ähnlichkeit mit dem Berliner Reiterstandbild von Christian Daniel Rauch. Das Pferd stand auf zwei Beinen, der Schweif war nach oben gerichtet. König Friedrich II. war in noch jüngerem Alter dargestellt, entsprechend der Zeit um 1740.
Das Postament aus Marmor stammte aus dem Abbruch bei Groß-Kunzendorf. Auf der Vorderseite war ein wappenförmiges eisernes Schild, das von zwei allegorischen Figuren umgeben und von einem Preußischen Adler gekrönt war. Die in Großbuchstaben verfasste kurze Inschrift lautete FRIEDRICH II. Auf der Rückseite war auf einem schlichten eisernen Tafel zu lesen Aus Dankbarkeit die Schlesier MDCCCXLII.